# SATORU NAKAJIMA
『SATORU NAKAJIMA』（さとる なかじま）は、1991年11月25日にキティレコード（現：ユニバーサルミュージック）より発売されたコンピレーション・アルバム。

## 概要
F1ドライバー・中嶋悟の現役引退に合わせて企画されたアルバム。
中嶋自身によるモノローグと、セイコーエプソンのCMソングを収録。
8曲目の『静かなる朝 －JUST FLY AWAY－』のみCMソングではなく、1991年のF1日本グランプリ開催前にフジテレビで放送された特別番組『EPSONスペシャル 我が鈴鹿へ 中嶋悟 F1・最終章』のエンディングに使用された楽曲。
ブックレットには、立松和平・金子博・古舘伊知郎と、長きにわたり中嶋のスポンサーとなりサポートし続けたセイコーエプソンからのメッセージが寄せられている。

## 収録曲
1. 中嶋悟モノローグPART 1 〜少年時代〜
2. 約束（EPSON '89 CM SONG）／矢萩渉
  - 作詞:村上明彦／作曲・編曲:矢萩渉
3. 中嶋悟モノローグPART 2 〜夢に向かって走れ〜
4. 悲しき水中翼船（EPSON CM SONG）／中嶋悟
  - 作詞・作曲・編曲・演奏:東京バナナボーイズ
5. 中嶋悟モノローグPART 3 〜挑戦・冒険〜
6. 冒険者（EPSON '90 CM SONG）／矢萩渉
  - 作詞:村上明彦／作曲・編曲:矢萩渉
7. 中嶋悟モノローグPART 4 〜サトル ナカジマ〜
8. 静かなる朝 －JUST FLY AWAY－／矢萩渉
  - 作詞:村上明彦／作曲:矢萩渉／編曲:矢萩渉・森英治
9. 中嶋悟モノローグPART 5 〜親愛なる中嶋悟へ〜
10. 楽園の君に（EPSON '91 CM SONG）／矢萩渉
  - 作詞:村上明彦／作曲・編曲:矢萩渉